# If I Was You (OMG)
If I Was You (OMG) è un singolo del gruppo hip hop statunitense Far East Movement, pubblicato nel 2011 ed estratto dall'album Free Wired. Il brano, coscritto da Bruno Mars, vede la partecipazione del rapper Snoop Dogg.

## Tracce
- EP digitale

1. If I Was You (OMG) (Club Remix) (feat. Snoop Dogg) - 3:28
2. So What? (Reflip Live at the Cherrytree House) - 4:37
3. Don't Look Now (Fantastadon Remix) (feat. Keri Hilson) - 4:03